# Wulfings
Les Wulfings ou Ylfings (« peuple du loup ») sont un clan scandinave mentionné dans plusieurs textes médiévaux. Ils semblent avoir été les rois des Geats de l'Est, un peuple occupant la province historique d'Östergötland, en Suède.

## Attestations

### Dans la littérature vieil-anglaise
Le poème vieil-anglais Beowulf cite (vers 459-464) un membre des Wulfings (Wulfingas en vieil anglais) nommé Heatholaf qui a été tué par Ecgtheow, du clan des Wægmundings. Les Wægmundings n'ayant pas versé le wergeld requis par ce meurtre, Ecgtheow est banni et se réfugie chez les Danois. Wealhtheow, l'épouse du roi danois Hrothgar, appartient également au clan des Wulfings. Un autre poème vieil-anglais, Widsith, cite un roi des Wulfings nommé Helm.
L'historien Sam Newton propose de faire des Wulfings les ancêtres des Wuffingas, la dynastie royale du royaume d'Est-Anglie du VIe au VIIIe siècle, les deux noms étant des variantes l'un de l'autre. Ce lien étymologique entre les deux familles le conduit à proposer que Beowulf ait pu être composé à la cour des rois des Angles de l'Est.

### Dans la littérature norroise
La Saga des Ynglingar de Snorri Sturluson, composée au XIIIe siècle, mentionne un roi des Ylfings nommé Hjorvarth qui est tué avec son beau-père, le roi du Södermanland Granmar (en), lorsque le roi suédois Ingjald encercle avec son armée le hall où ils se trouvent avant d'y mettre le feu. Snorri cite un autre membre du clan des Ylfings dans le Skáldskaparmál nommé Éric aux Sages paroles (Eiríkr inn málspaki).